# مديرية بني ضبيان

تعديل مصدري - تعديل

مديرية بني ضبيان إحدى مديريات محافظة صنعاء اليمنية. بلغ عدد سكانها 16262 نسمة عام 2004. تقع إلى الشرق من العاصمة صنعاء. وتمتد جغرافية (بني ظبيان) في أربع محافظات (صنعاء ومارب وذمار والبيضاء)، حيث يحدها من الناحية الشمالية قبيلة (بني جبر- خولان) محافظ صنعاء، ومن الناحية الغربية قبيلة (الحداء) في محافظة (ذمار)، ومن الناحية الجنوبية قبيلة (قايفة- رداع) محافظة البيضاء، ومن الناحية الشرقية قبيلة (مراد) ضمن محافظة مارب 
بفتح الهمزة والذال المهملة والنون في آخره هاء، ويطلق عليها العامة (ذنة) بحذف الألف المهموز، وهي (أ ذ ن ت) في النقوش اليمنية القديمة( ) من أراضي مملكة سبأ الواقعة جنوب غرب مدينة (مارب) العاصمة، وتعد من أهم المناطق التي تمثل عصب الحياة الاقتصادية لشعب سبأ، فهي كبيرة المساحة الجغرافية وكثيرة الوديان الزراعية وغنية بالمصبات والمساقط المائية التي تهيرق في (سايلة أّذنة) الممتدة من موضع (نبعة- السرين) حتى سد مارب، وهي أعظم أودية اليمن وميزابها الشرقي وتشمل روافد (أذنة) أكبر مساحة بين روافد أودية اليمن الأخرى، ويقصد بالروافد هنا منطقة تجميع امطار الوادي أو الحوض الذي تسيل فيه المياه التي تهيرق وتفضي الى (سايلة أذنة)، حيث يبدأ مجرى (سيل أذنة) من موضع (ما بين السرين ونبعة) وصولا إلى موضع سد مارب وعلى امتداد يقدر بحوالي (109كم تقريبا) (خارطة: 3، 4). قال تعالى: فَأَعْرَضُوا فَأَرْسَلْنَا عَلَيْهِمْ سَيْلَ العَرِمِ وَبَدَّلْناَهُم بِجَنَّتَيْهِمْ جَنَّتَيْنِ ذَوَاتَيْ أُكُلٍ خَمْطٍ وَأَثْلٍ وَشَيءٍ مِّن سِدْرٍ قَلِيلٍ (سبأ: 16).
واسم (أذنة) من الجذر (ذنن) في معاجم اللغة، حيث يذكر الخليل: ذنن: ذَنَّ الشيءُ يَذِنُّ ذَنيناً: سال، والذَّنِينُ والذُّنانُ: المخاط الرقيق الذي يسيل من الأَنف (اللسان: مادة، ذ ن ن). ما يلاحظ في دلالة اسم المنطقة بأنه يتوافق مع طبغرافية المنطقة المشهورة بــــ(السيل) وهي دلالة واضحة على أن (أذنة) منطقة نهرية لخروج وتدفق (سيول) المياه وفيضانات الأمطار إلى مارب وصحراء الربع الخالي

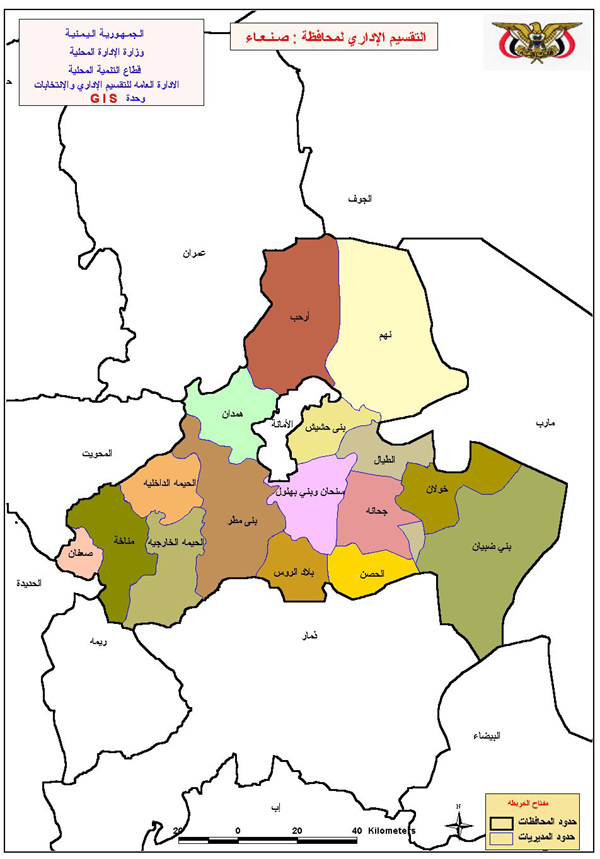
موقع مديرية بني ضبيان في محافظة صنعاء